# Cadre-47/1-Europameisterschaft 2004

Logo CEB (ausrichtender Verband)

Veranstaltungsort: Hoeselt

Die Cadre-47/1-Europameisterschaft 2004 war das 32. Turnier in dieser Disziplin des Karambolagebillards und fand vom 16. bis zum 20. März 2004 in Hoeselt, in der belgischen Provinz Limburg statt. Es war die dritte Cadre-47/1-Europameisterschaft in Belgien.

## Geschichte
Die wohl letzte Europameisterschaft im Cadre 47/1 endete mit einem großen belgischem Erfolg. Der beste Karambolagespieler dieser Zeit Frédéric Caudron holte sich diesen Titel. In dieser Disziplin war es ihm bisher noch nicht gelungen. Sein Landsmann Patrick Niessen, der das Finale verlor, stellte mit 58,33 im Generaldurchschnitt einen neuen Europarekord auf. Mit Platz drei vervollständigte der zweimalige Sieger Peter de Backer den totalen Erfolg in seinem Heimatland. Der Schweizer Xavier Gretillat gewann für die Schweiz die erste Medaille im Cadre 47/1.
In fast allen europäischen Verbänden, außer Belgien, werden keine Meisterschaften mehr im Cadre 47/1 mehr ausgetragen.

## Modus
Gespielt wurden zwei Vorqualifikationen bis 150 Punkte. Die Hauptqualifikation wurde bis 200 Punkte gespielt. In der qualifizierten sich die acht Spieler für das Hauptturnier. Es wurde zwei Gruppen à vier Spieler gebildet. Die beiden Gruppenbesten qualifizierten sich für die KO-Runde. Hier wurde bis 250 Punkte gespielt. Platz drei wurde nicht ausgespielt.
Die Qualifikationsgruppen wurden nach Rangliste gesetzt. Es gab außer dem Titelverteidiger keine gesetzten Spieler mehr für das Hauptturnier.
1. MP = Matchpunkte
2. GD = Generaldurchschnitt
3. HS = Höchstserie

## Qualifikation
| MP    | Match Points (Sieger = 2; Unentschieden = 1; Verlierer = 0) |
| Pkte. | Erzielte Karambolagen                                       |
| Aufn. | Benötigte Versuche                                          |
| GD    | Generaldurchschnitt                                         |
| BED   | Bester Einzeldurchschnitt eines Spielers                    |
| HS    | Höchstserie                                                 |
|       | Bester GD des Turniers                                      |
|       | Bester ED des Turniers                                      |
|       | Beste HS des Turniers                                       |
|       | 1. Platz (Gold)                                             |
|       | 2. Platz (Silber)                                           |
|       | 3. Platz (Bronze)                                           |

### Vor-Vor-Qualifikation
| Abschlusstabelle Gruppe A | Abschlusstabelle Gruppe A | Abschlusstabelle Gruppe A | Abschlusstabelle Gruppe A | Abschlusstabelle Gruppe A | Abschlusstabelle Gruppe A | Abschlusstabelle Gruppe A | Abschlusstabelle Gruppe A | Abschlusstabelle Gruppe A |
| Platz                     | Name                      | MP                        | Pkte                      | Aufn.                     | GD                        | BED                       | HS                        |                           |
| ------------------------- | ------------------------- | ------------------------- | ------------------------- | ------------------------- | ------------------------- | ------------------------- | ------------------------- | ------------------------- |
| 1                         | John van der Stappen      | 4:0                       | 300                       | 8                         | 37,50                     | 150,00                    | 150                       |                           |
| 2                         | Peter de Backer           | 2:2                       | 191                       | 4                         | 47,75                     | 50,00                     | 69                        |                           |
| 3                         | Patrick Dupont            | 0:4                       | 63                        | 10                        | 6,30                      | –                         | 18                        |                           |

| Abschlusstabelle Gruppe B | Abschlusstabelle Gruppe B | Abschlusstabelle Gruppe B | Abschlusstabelle Gruppe B | Abschlusstabelle Gruppe B | Abschlusstabelle Gruppe B | Abschlusstabelle Gruppe B | Abschlusstabelle Gruppe B | Abschlusstabelle Gruppe B |
| Platz                     | Name                      | MP                        | Pkte                      | Aufn.                     | GD                        | BED                       | HS                        |                           |
| ------------------------- | ------------------------- | ------------------------- | ------------------------- | ------------------------- | ------------------------- | ------------------------- | ------------------------- | ------------------------- |
| 1                         | Thomas Nockemann          | 4:0                       | 300                       | 13                        | 23,07                     | 37,55                     | 72                        |                           |
| 2                         | Dennis Timmers            | 2:2                       | 246                       | 14                        | 17,57                     | 15,00                     | 58                        |                           |
| 3                         | Janis Ziogas              | 0:4                       | 187                       | 19                        | 9,84                      | –                         | 57                        |                           |

| Abschlusstabelle Gruppe C | Abschlusstabelle Gruppe C | Abschlusstabelle Gruppe C | Abschlusstabelle Gruppe C | Abschlusstabelle Gruppe C | Abschlusstabelle Gruppe C | Abschlusstabelle Gruppe C | Abschlusstabelle Gruppe C | Abschlusstabelle Gruppe C |
| Platz                     | Name                      | MP                        | Pkte                      | Aufn.                     | GD                        | BED                       | HS                        |                           |
| ------------------------- | ------------------------- | ------------------------- | ------------------------- | ------------------------- | ------------------------- | ------------------------- | ------------------------- | ------------------------- |
| 1                         | Frédéric Caudron          | 4:0                       | 300                       | 7                         | 42,85                     | 50,00                     | 126                       |                           |
| 2                         | Michael van Bochem        | 2:2                       | 203                       | 20                        | 10,15                     | 9,37                      | 40                        |                           |
| 3                         | Jean Godeyne              | 0:4                       | 119                       | 19                        | 6,26                      | –                         | 34                        |                           |

| Abschlusstabelle Gruppe D | Abschlusstabelle Gruppe D | Abschlusstabelle Gruppe D | Abschlusstabelle Gruppe D | Abschlusstabelle Gruppe D | Abschlusstabelle Gruppe D | Abschlusstabelle Gruppe D | Abschlusstabelle Gruppe D | Abschlusstabelle Gruppe D |
| Platz                     | Name                      | MP                        | Pkte                      | Aufn.                     | GD                        | BED                       | HS                        |                           |
| ------------------------- | ------------------------- | ------------------------- | ------------------------- | ------------------------- | ------------------------- | ------------------------- | ------------------------- | ------------------------- |
| 1                         | Wiel van Gemert           | 4:0                       | 300                       | 19                        | 15,78                     | 16,66                     | 65                        |                           |
| 2                         | René Luysterburg          | 2:2                       | 257                       | 16                        | 16,06                     | 21,42                     | 80                        |                           |
| 3                         | Robby Sonck               | 0:4                       | 110                       | 17                        | 6,47                      | –                         | 22                        |                           |

### Vor-Qualifikation
| Abschlusstabelle Gruppe A | Abschlusstabelle Gruppe A | Abschlusstabelle Gruppe A | Abschlusstabelle Gruppe A | Abschlusstabelle Gruppe A | Abschlusstabelle Gruppe A | Abschlusstabelle Gruppe A | Abschlusstabelle Gruppe A | Abschlusstabelle Gruppe A |
| Platz                     | Name                      | MP                        | Pkte                      | Aufn.                     | GD                        | BED                       | HS                        |                           |
| ------------------------- | ------------------------- | ------------------------- | ------------------------- | ------------------------- | ------------------------- | ------------------------- | ------------------------- | ------------------------- |
| 1                         | René Luysterburg          | 4:0                       | 300                       | 14                        | 21,42                     | 25,00                     | 63                        |                           |
| 2                         | Bernard Villiers          | 2:2                       | 237                       | 25                        | 9,48                      | 7,89                      | 86                        |                           |
| 3                         | Abdel Hamid Halawa        | 0:4                       | 72                        | 27                        | 2,66                      | –                         | 9                         |                           |

| Abschlusstabelle Gruppe B | Abschlusstabelle Gruppe B | Abschlusstabelle Gruppe B | Abschlusstabelle Gruppe B | Abschlusstabelle Gruppe B | Abschlusstabelle Gruppe B | Abschlusstabelle Gruppe B | Abschlusstabelle Gruppe B | Abschlusstabelle Gruppe B |
| Platz                     | Name                      | MP                        | Pkte                      | Aufn.                     | GD                        | BED                       | HS                        |                           |
| ------------------------- | ------------------------- | ------------------------- | ------------------------- | ------------------------- | ------------------------- | ------------------------- | ------------------------- | ------------------------- |
| 1                         | David Jacquet             | 4:0                       | 300                       | 21                        | 14,28                     | 15,00                     | 54                        |                           |
| 2                         | Dennis Timmers            | 2:2                       | 217                       | 18                        | 12,05                     | 21,42                     | 51                        |                           |
| 3                         | Freek Ottenhof            | 0:4                       | 155                       | 17                        | 9,11                      | –                         | 65                        |                           |

| Abschlusstabelle Gruppe C | Abschlusstabelle Gruppe C | Abschlusstabelle Gruppe C | Abschlusstabelle Gruppe C | Abschlusstabelle Gruppe C | Abschlusstabelle Gruppe C | Abschlusstabelle Gruppe C | Abschlusstabelle Gruppe C | Abschlusstabelle Gruppe C |
| Platz                     | Name                      | MP                        | Pkte                      | Aufn.                     | GD                        | BED                       | HS                        |                           |
| ------------------------- | ------------------------- | ------------------------- | ------------------------- | ------------------------- | ------------------------- | ------------------------- | ------------------------- | ------------------------- |
| 1                         | Peter de Backer           | 4:0                       | 300                       | 10                        | 30,00                     | 150,00                    | 150                       |                           |
| 2                         | Ad Klijn                  | 2:2                       | 230                       | 13                        | 17,69                     | 37,50                     | 110                       |                           |
| 3                         | Marc Daudignac            | 0:4                       | 28                        | 5                         | 5,60                      | –                         | 14                        |                           |

| Abschlusstabelle Gruppe D | Abschlusstabelle Gruppe D | Abschlusstabelle Gruppe D | Abschlusstabelle Gruppe D | Abschlusstabelle Gruppe D | Abschlusstabelle Gruppe D | Abschlusstabelle Gruppe D | Abschlusstabelle Gruppe D | Abschlusstabelle Gruppe D |
| Platz                     | Name                      | MP                        | Pkte                      | Aufn.                     | GD                        | BED                       | HS                        |                           |
| ------------------------- | ------------------------- | ------------------------- | ------------------------- | ------------------------- | ------------------------- | ------------------------- | ------------------------- | ------------------------- |
| 1                         | Johan Claessen            | 4:0                       | 300                       | 14                        | 21,42                     | 75,00                     | 118                       |                           |
| 2                         | Wiel van Gemert           | 2:2                       | 277                       | 23                        | 12,13                     | 13,63                     | 84                        |                           |
| 3                         | Jérémie Picart            | 0:4                       | 226                       | 13                        | 17,38                     | –                         | 87                        |                           |

| Abschlusstabelle Gruppe E | Abschlusstabelle Gruppe E | Abschlusstabelle Gruppe E | Abschlusstabelle Gruppe E | Abschlusstabelle Gruppe E | Abschlusstabelle Gruppe E | Abschlusstabelle Gruppe E | Abschlusstabelle Gruppe E | Abschlusstabelle Gruppe E |
| Platz                     | Name                      | MP                        | Pkte                      | Aufn.                     | GD                        | BED                       | HS                        |                           |
| ------------------------- | ------------------------- | ------------------------- | ------------------------- | ------------------------- | ------------------------- | ------------------------- | ------------------------- | ------------------------- |
| 1                         | Thomas Nockemann          | 3:1                       | 300                       | 14                        | 21,42                     | 30,00                     | 126                       |                           |
| 2                         | Xavier Carrer             | 3:1                       | 300                       | 14                        | 21,42                     | 30,00                     | 76                        |                           |
| 3                         | Marek Faus                | 0:4                       | 177                       | 18                        | 9,83                      | –                         | 86                        |                           |

| Abschlusstabelle Gruppe F | Abschlusstabelle Gruppe F | Abschlusstabelle Gruppe F | Abschlusstabelle Gruppe F | Abschlusstabelle Gruppe F | Abschlusstabelle Gruppe F | Abschlusstabelle Gruppe F | Abschlusstabelle Gruppe F | Abschlusstabelle Gruppe F |
| Platz                     | Name                      | MP                        | Pkte                      | Aufn.                     | GD                        | BED                       | HS                        |                           |
| ------------------------- | ------------------------- | ------------------------- | ------------------------- | ------------------------- | ------------------------- | ------------------------- | ------------------------- | ------------------------- |
| 1                         | Frédéric Caudron          | 4:0                       | 300                       | 7                         | 42,85                     | 75,00                     | 89                        |                           |
| 2                         | Ferdinand Polman          | 2:2                       | 232                       | 9                         | 25,77                     | 21,42                     | 78                        |                           |
| 3                         | Claude Bauduin            | 0:4                       | 72                        | 12                        | 6,00                      | –                         | 27                        |                           |

| Abschlusstabelle Gruppe G | Abschlusstabelle Gruppe G | Abschlusstabelle Gruppe G | Abschlusstabelle Gruppe G | Abschlusstabelle Gruppe G | Abschlusstabelle Gruppe G | Abschlusstabelle Gruppe G | Abschlusstabelle Gruppe G | Abschlusstabelle Gruppe G |
| Platz                     | Name                      | MP                        | Pkte                      | Aufn.                     | GD                        | BED                       | HS                        |                           |
| ------------------------- | ------------------------- | ------------------------- | ------------------------- | ------------------------- | ------------------------- | ------------------------- | ------------------------- | ------------------------- |
| 1                         | John van der Stappen      | 4:0                       | 300                       | 22                        | 13,63                     | 16,66                     | 59                        |                           |
| 2                         | Philippe Deraes           | 1:3                       | 248                       | 19                        | 13,05                     | 15,00                     | 63                        |                           |
| 3                         | Johann Petit              | 1:3                       | 229                       | 23                        | 9,95                      | 15,00                     | 48                        |                           |

### Haupt-Qualifikation
| 1 | Patrick Niessen         | 4:0 | 400 | 7  | 57,14 | 200,00 | 200 |
| 2 | Thomas Nockemann        | 2:2 | 204 | 20 | 10,20 | 10,52  | 61  |
| 3 | Nicolas Gerassimopoulos | 0:4 | 186 | 25 | 7,44  | –      | 27  |

| 1 | Xavier Gretillat     | 4:0 | 400 | 10 | 40,00 | 66,66 | 143 |
| 2 | Louis Edelin         | 2:2 | 209 | 7  | 29,85 | 50,00 | 154 |
| 3 | John van der Stappen | 0:4 | 213 | 11 | 19,36 | –     | 64  |

| 1 | Alain Rémond     | 2:2 | 320 | 17 | 18,82 | 28,57 | 123 |
| 2 | Rafael Garcia    | 2:2 | 383 | 24 | 15,95 | 20,00 | 77  |
| 3 | René Luysterburg | 2:2 | 275 | 21 | 13,09 | 14,28 | 46  |

| 1 | Arnim Kahofer   | 2:2 | 385 | 16 | 24,06 | 28,57 | 95 |
| 2 | Dave Christiani | 2:2 | 303 | 15 | 20,20 | 25,00 | 72 |
| 3 | David Jacquet   | 2:2 | 307 | 17 | 18,05 | 22,22 | 51 |

| 1 | Michel van Silfhout | 3:1 | 400 | 15 | 26,66 | 28,57 | 80  |
| 2 | Johan Claessen      | 3:1 | 400 | 20 | 20,00 | 28,57 | 104 |
| 3 | Axel Büscher        | 0:4 | 258 | 21 | 17,04 | –     | 66  |

| 1 | Peter de Backer       | 4:0 | 400 | 12 | 33,33 | 40,00 | 96  |
| 2 | Martien van der Spoel | 2:2 | 310 | 10 | 31,00 | 66,66 | 127 |
| 3 | Eric Castaner         | 0:4 | 91  | 8  | 11,37 | –     | 49  |

| 1 | Frédéric Caudron   | 4:0 | 400 | 6 | 66,66 | 66,66 | 105 |
| 2 | Henri Tilleman     | 2:2 | 236 | 6 | 39,33 | 66,66 | 164 |
| 3 | Francisco Fortiana | 0:4 | 128 | 6 | 21,33 | –     | 75  |

## Hauptturnier

### Gruppenphase
| Abschlusstabelle Gruppe A | Abschlusstabelle Gruppe A | Abschlusstabelle Gruppe A | Abschlusstabelle Gruppe A | Abschlusstabelle Gruppe A | Abschlusstabelle Gruppe A | Abschlusstabelle Gruppe A | Abschlusstabelle Gruppe A |
| Platz                     | Name                      | MP                        | Pkt.                      | Aufn.                     | GD                        | BED                       | HS                        |
| ------------------------- | ------------------------- | ------------------------- | ------------------------- | ------------------------- | ------------------------- | ------------------------- | ------------------------- |
| 1                         | Frédéric Caudron          | 6:0                       | 750                       | 15                        | 50,00                     | 62,50                     | 131                       |
| 2                         | Peter de Backer           | 4:2                       | 685                       | 18                        | 38,05                     | 62,50                     | 136                       |
| 3                         | Michel van Silfhout       | 2:4                       | 664                       | 20                        | 33,20                     | 41,66                     | 163                       |
| 4                         | Johan Claessen            | 0:6                       | 270                       | 17                        | 15,88                     | –                         | 62                        |

| Abschlusstabelle Gruppe B | Abschlusstabelle Gruppe B | Abschlusstabelle Gruppe B | Abschlusstabelle Gruppe B | Abschlusstabelle Gruppe B | Abschlusstabelle Gruppe B | Abschlusstabelle Gruppe B | Abschlusstabelle Gruppe B |
| Platz                     | Name                      | MP                        | Pkt.                      | Aufn.                     | GD                        | BED                       | HS                        |
| ------------------------- | ------------------------- | ------------------------- | ------------------------- | ------------------------- | ------------------------- | ------------------------- | ------------------------- |
| 1                         | Patrick Niessen           | 6:0                       | 750                       | 13                        | 57,69                     | 62,50                     | 217                       |
| 2                         | Xavier Gretillat          | 3:3                       | 610                       | 26                        | 23,46                     | 25,00                     | 93                        |
| 3                         | Arnim Kahofer             | 2:4                       | 637                       | 21                        | 30,33                     | 50,00                     | 160                       |
| 4                         | Alain Remond              | 1:5                       | 611                       | 20                        | 30,55                     | 50,00                     | 114                       |

### KO-Phase
|  | Halbfinale       | Halbfinale | Halbfinale | Halbfinale | Halbfinale | Halbfinale |                  |                 | Finale | Finale | Finale | Finale | Finale | Finale |
|  |                  |            |            |            |            |            |                  |                 |        |        |        |        |        |        |
|  |                  | MP         | Pkte.      | Aufn.      | ED         | HS         |                  |                 |        |        |        |        |        |        |
|  |                  | MP         | Pkte.      | Aufn.      | ED         | HS         |                  |                 |        |        |        |        |        |        |
|  | Frédéric Caudron | 2          | 250        | 2          | 125,00     | 217        |                  |                 |        |        |        |        |        |        |
|  | Frédéric Caudron | 2          | 250        | 2          | 125,00     | 217        |                  | MP              | Pkte.  | Aufn.  | ED     | HS     |        |        |
|  | Xavier Gretillat | 0          | 114        | 2          | 57,00      | 63         |                  | MP              | Pkte.  | Aufn.  | ED     | HS     |        |        |
|  | Xavier Gretillat | 0          | 114        | 2          | 57,00      | 63         | Frédéric Caudron | 2               | 250    | 5      | 50,00  | 163    |        |        |
|  |                  | MP         | Pkte.      | Aufn.      | ED         | HS         | Frédéric Caudron | 2               | 250    | 5      | 50,00  | 163    |        |        |
|  |                  | MP         | Pkte.      | Aufn.      | ED         | HS         |                  | Patrick Niessen | 0      | 225    | 5      | 45,00  | 139    |        |
|  | Patrick Niessen  | 2          | 250        | 3          | 83,33      | 247        |                  | Patrick Niessen | 0      | 225    | 5      | 45,00  | 139    |        |
|  | Patrick Niessen  | 2          | 250        | 3          | 83,33      | 247        |                  |                 |        |        |        |        |        |        |
|  | Peter de Backer  | 0          | 117        | 3          | 39,00      | 60         |                  |                 |        |        |        |        |        |        |
|  | Peter de Backer  | 0          | 117        | 3          | 39,00      | 60         |                  |                 |        |        |        |        |        |        |

## Abschlusstabelle
| MP    | Match Points (Sieger = 2; Unentschieden = 1; Verlierer = 0) |
| Pkte. | Erzielte Karambolagen                                       |
| Aufn. | Benötigte Versuche                                          |
| GD    | Generaldurchschnitt                                         |
| BED   | Bester Einzeldurchschnitt eines Spielers                    |
| HS    | Höchstserie                                                 |
|       | Bester GD des Turniers                                      |
|       | Bester ED des Turniers                                      |
|       | Beste HS des Turniers                                       |
|       | 1. Platz (Gold)                                             |
|       | 2. Platz (Silber)                                           |
|       | 3. Platz (Bronze)                                           |

| Phase                                | Platz | Name                | MP   | Pkt. | Aufn. | GD    | BED    | HS  |
| ------------------------------------ | ----- | ------------------- | ---- | ---- | ----- | ----- | ------ | --- |
| Finale                               | 1     | Frédéric Caudron    | 10:0 | 1250 | 22    | 56,81 | 125,00 | 217 |
| Finale                               | 2     | Patrick Niessen     | 8:2  | 1225 | 21    | 58,33 | 83,33  | 247 |
| Halb- finale                         | 3     | Peter de Backer     | 4:4  | 802  | 21    | 38,19 | 62,50  | 136 |
| Halb- finale                         | 3     | Xavier Gretillat    | 3:5  | 724  | 28    | 25,85 | 25,00  | 93  |
| Gruppen- phase                       | 5     | Michel van Silfhout | 2:4  | 664  | 20    | 33,20 | 41,66  | 163 |
| Gruppen- phase                       | 6     | Arnim Kahofer       | 2:4  | 637  | 21    | 30,33 | 50,00  | 160 |
| Gruppen- phase                       | 7     | Alain Remond        | 1:5  | 611  | 20    | 30,55 | 50,00  | 114 |
| Gruppen- phase                       | 8     | Johan Claessen      | 0:6  | 270  | 17    | 15,88 | –      | 62  |
| Turnierdurchschnitt: Endrunde: 36,37 |       |                     |      |      |       |       |        |     |